# 馬蘭榮譽國民之家

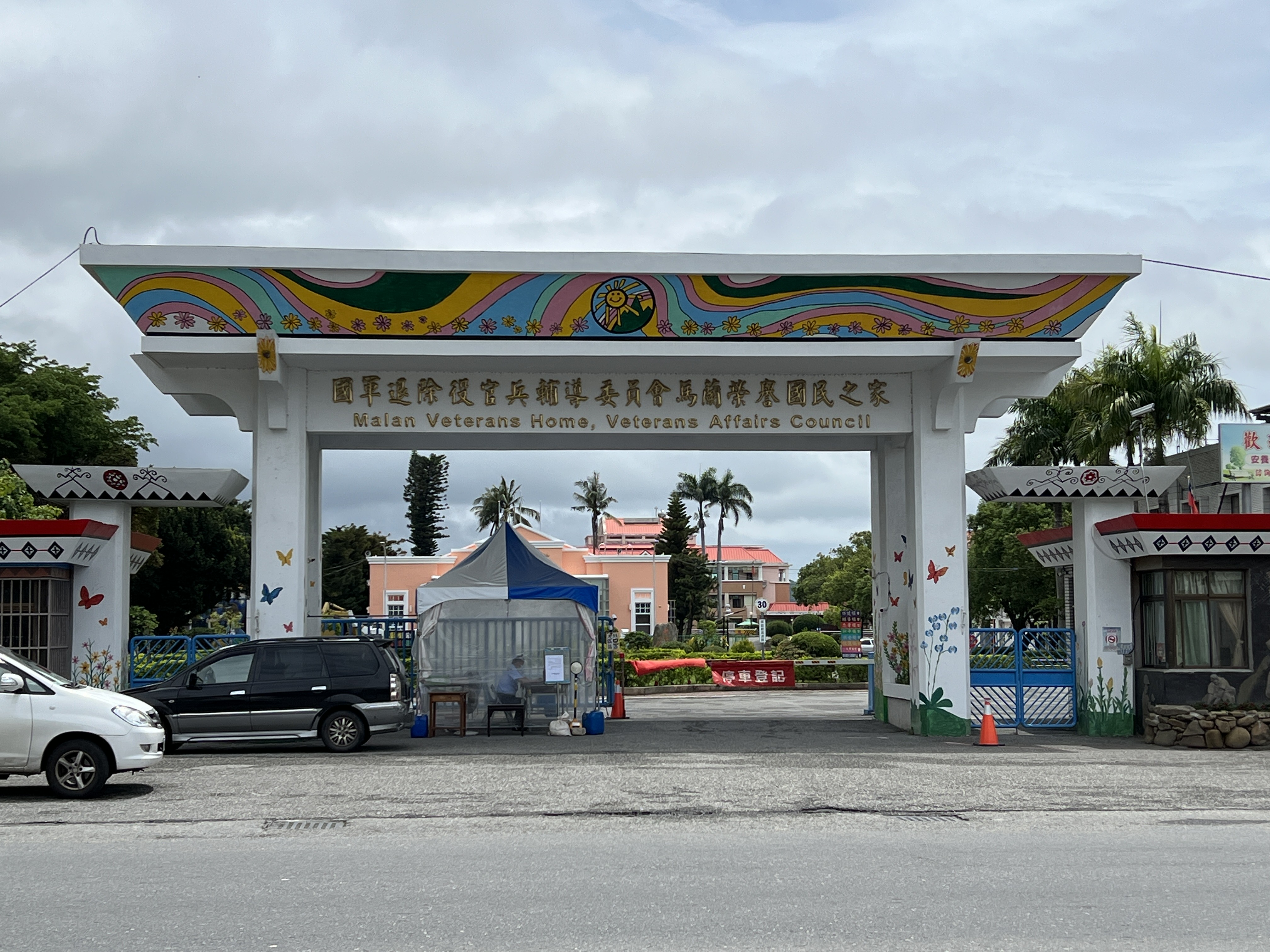
馬蘭榮譽國民之家大門

馬蘭榮譽國民之家位於臺灣臺東縣臺東市為國軍退除役官兵輔導委員會所屬的乙種榮譽國民安養機構之一，簡稱馬蘭榮家，於2013年與鄰近太平榮譽國民之家整併後為續存組織。馬蘭榮家為輔導會轄下安養機構中，唯一兼具醫療、安養及服務合一的綜合照護園區，也是臺東縣境內唯一擁有衛生福利部「高齡友善照護」認證的安養機構。

## 沿革
1952年，聯勤總部成立「陸軍榮譽軍人第一臨時教養院」，總占地面積約11公頃。1955年7月1日第1臨時教養院移撥行政院國軍退除役官兵就業輔導委員會接管，9月20日組織調整改名為輔導會臨時教養院。1956年7月1日輔導會委託臺灣省政府衛生處代管，並於同年11月1日改稱臺東臨時教養院。隔年4月1日臺東臨時教養院更名為馬蘭榮民療養所，9月1日組織改造，成立臺灣省馬蘭榮民就業講習所。
1958年7月1日臺灣省馬蘭榮民就業講習所由輔導會收回自行管理；隔年7月1日改組為安養機構，更名為「臺灣省馬蘭榮家」，並再度移撥臺灣省政府社會處管轄，但由輔導會督導辦理安養業務。1981年7月1日馬蘭榮家正式移撥行政院國軍退除役官兵輔導委員會，1995年7月1日組織增設慎修養護中心，接受臺灣省政府委託辦理養護失能老人暨身心障礙業務。
2005年1月1日起因應政府「促進民間參與公共建設法」修法，馬蘭榮家採用ROT（重建－營運－轉移模式）形式委託民間企業進駐經營，2006年起輔導會有鑑於各地榮民之家安置榮民年歲增加，所需照護服務必須升級，因此核定進行「94-96年家區環境總體營造中程計畫」，其中馬蘭榮家於該計畫中共計完成和平堂、忠孝堂及懷德堂的新建與整修工程。
2005年5月輔導會規劃將安養與醫療結合，因此核定將位於臺東市勝利街的臺東榮民醫院（現為臺北榮民總醫院臺東分院）搬遷至馬蘭榮家旁，並新建醫療大樓一棟，舊有院區改稱為勝利院區，此舉使榮家住民可就近得到醫療照護。
2013年11月1日起因應政府組織改造與整併，鄰近的卑南鄉太平榮譽國民之家與馬蘭榮譽國民之家組織整併，馬蘭榮家為續存組織，太平榮家銷編改為馬蘭榮家太平分部，並以安置失智榮民為主。馬蘭榮家成為輔導會在臺灣東部地區擁有安養、養護及失智照護辦理業務的安養機構。除此之外，連同已遷移至附近的榮民醫院，再與臺東榮民服務處合署辦公後，馬蘭榮家園區成為輔導會轄下唯一有資源共享醫療、安養及服務合一的綜合照護園區，該園區稱為「馬蘭快樂園區」。
2014年12月17日馬蘭榮家向國防部與空軍爭取，成功獲得一架已退役的F-5E戰鬥機安置於容家園區內展示，該退役戰機為空軍737戰術戰鬥機聯隊假想敵中隊的編號5119戰機，經外部整修與塗裝完成後，於2015年1月16日時任臺東縣縣長黃建庭與榮家主任王世庚共同揭幕，並表示‧目前除了陸軍退役的M48A3戰車與空軍戰機外，未來將持續爭取海軍退役武器進駐榮家展示。
2017年起馬蘭榮家入住榮民減少，因此首度開放非榮民身分民眾申請入住，爾後因入住榮民持續減少，太平分部人員與設備等逐步遷移到馬蘭榮家，閒置房舍最終僅派住保全協助看守，經臺東縣政府2018年提出改為「樂齡養生休閒長照園區」的需求，由臺東縣政府、國有財產署及輔導會三方協調下7月25日完成移撥程序，太平分部土地由國產署租借，地上建物由輔導會移撥臺東縣政府，並展開建物拆除與重建工程。

## 組織架構[10]
- 主任
- 副主任
- 輔導組
  - 忠孝堂
  - 和平堂
  - 懷德堂
  - 頤安堂
- 保健組
- 秘書室
- 人事管理員
- 主計員

## 歷任主任[3]
| 任別 | 姓名   | 任期                   |
| ---- | ------ | ---------------------- |
| 1    | 范欽   | 1959年7月 - 1974年5月  |
| 2    | 張天健 | 1975年6月 - 1982年9月  |
| 3    | 楊玉方 | 1982年9月 - 1985年9月  |
| 4    | 甯福田 | 1985年9月 - 1988年10月 |
| 5    | 張義   | 1988年10月 - 1992年5月 |
| 6    | 酈仲棟 | 1992年5月 - 1996年1月  |
| 7    | 韓覺非 | 1996年1月 - 1998年1月  |
| 8    | 張金森 | 1998年3月 - 1999年5月  |
| 9    | 于建俊 | 1999年7月 - 2005年1月  |
| 10   | 陳孝琨 | 2005年3月 - 2006年7月  |
| 11   | 詹統光 | 2006年7月 - 2007年8月  |
| 12   | 張昭光 | 2007年9月 - 2009年2月  |
| 13   | 李洪   | 2009年2月 - 2011年1月  |
| 14   | 王長錚 | 2011年1月 - 2013年7月  |
| 15   | 王世庚 | 2013年7月 - 2015年7月  |
| 16   | 張明晏 | 2015年7月 - 2016年9月  |
| 17   | 李少民 | 2016年9月 - 2018年1月  |
| 18   | 葉慶聰 | 2018年1月 - 2019年7月  |
| 19   | 楊建和 | 2019年7月 -            |

## 園區概況
| 馬蘭榮譽國民之家 平面圖 |

馬蘭榮家總園區面積積約11公頃，中央有農田水利署的卑南大圳圳路貫穿園區中心，園區內主要分有榮家安養、養護、醫療區（榮民醫院），以及榮民服務處的服務區等，內部有蓄水塔、配水池各1座、曝氣池、濾水池2座、加氯機2部，以及跟5座槌球場。還有榮靈祠供奉歷年亡故榮民之牌位。

### 安養榮舍
安養榮舍區分有懷德堂、頤安堂、忠孝堂、和平堂、中正堂、敬業大樓、夫妻套房、雙人套房，以及200公尺風雨走廊，總共21間42床，委外營運至今。

## 外部連結
- 國軍退除役官兵輔導委員會 馬蘭榮譽國民之家 官方網站 （页面存档备份，存于）（繁體中文）
- 馬蘭榮家的Facebook專頁
- 馬蘭榮家 （页面存档备份，存于） - YouTube